# 山東省 (汪兆銘政権)
山東省（さんとう-しょう）は中華民国臨時政府及び汪兆銘政権に存在した省。

## 沿革
1938年（民国27年）3月5日、中華民国臨時政府により山東省が設置され、魯東道、魯西道、魯南道、魯北道を設置し、その下部に2市107県を管轄した。その後墨県、膠県が青島特別市に移管され、管轄県数は105県とされた
1941年（民国30年）、汪兆銘政権が南京で成立すると中華民国臨時政府は華北政務委員会に改編、汪兆銘政権に合流した。同年6月25日に臨時政府時代の4道は済南道、東臨道、武定道、青州道、登州道、蓬濰道、泰安道、兗済道、曹州道、沂州道の7道に改編された。

## 行政区画

### 道制
- 済南道
- 東臨道
- 武定道
- 青州道
- 登州道
- 蓬濰道
- 泰安道
- 兗済道
- 曹州道
- 沂州道

## 歴代省長
- 唐仰杜：1940年3月30日 - 1945年2月20日

（中華民国臨時政府から継続）
- 楊毓珣：1945年2月20日 - 〔8月、廃止〕